# Taishin Minamide
Taishin Minamide (南出大伸?, Minamide Taishin; Kainan, 13 aprile 1996) è un nuotatore giapponese, specializzato nel nuoto di fondo.

## Biografia
Ha rappresentato il Giappone ai Giochi olimpici estivi di Tokyo 2020, dove ha ottenuto il 13º posto nella 10 km maschile.
Ai mondiali di Budapest 2022  si è classificato 16º nella 5 e nella 10 km e 14º nella 25 km. Nella 6 km a squadre ha chiuso 9º con Airi Ebina, Kaiki Furuhata e Yukimi Moriyama.